# René Van Meenen
René Van Meenen, né le 14 janvier 1931 à Drongen, est un coureur cycliste belge. Professionnel de 1957 à 1967, il a notamment remporté une étape du Tour d'Espagne 1961 et le Circuit Het Volk en 1963.

## Palmarès

### Palmarès amateur
- 1952
  - 3e du championnat de Belgique militaires
- 1953
  - 2e étape du Tour du Limbourg amateurs
  - Grand Prix François-Faber
- 1954
  - Tour d'Égypte :
    - Classement général
    - 3 étapes

  - 6e et 12e étapes de la Course de la Paix
  - 2e du Tour de Belgique amateurs
  - 3e de la Course de la Paix
  - 3e du Tour des Flandres amateurs
- 1955
  - Tour de Hollande-Septentrionale
  - 2e de Liège-Charleroi-Liège
  - 2e du Circuit Dinantais
  - 2e du championnat de Belgique indépendants
  - 3e de Blanden-Gembloux-Blanden
- 1956
  - 2e de Blanden-Gembloux-Blanden

### Palmarès professionnel
| - 1957 - 2e du Circuit des Trois Provinces (Avelgem) - 2e de la Vlaamse Pijl Kalken - 2e du Circuit des cinq collines - 1958 - Bruxelles-Charleroi-Bruxelles - Hulst-Tessenderlo - 6e de Liège-Bastogne-Liège - 1959 - Bruxelles-Charleroi-Bruxelles - 1960 - 2e étape de Paris-Nice (contre-la-montre par équipes) - 2e du Circuit des régions fruitières - 3e du Circuit de Belgique centrale - 1961 - 7e étape du Tour d'Espagne | - 1963 - Circuit Het Volk - Tour de Flandre occidentale - 3e du Circuit des Ardennes flamandes - Ichtegem - 3e du Tour du Brabant - 1964 - 2e du Tour de Flandre orientale - 3e du Circuit des Ardennes flamandes - Ichtegem - 7e de Paris-Tours - 1966 - Circuit de Belgique centrale |  |

## Résultats sur les grands tours

### Tour de France
2 participations
- 1963 : abandon (16e étape)
- 1964 : abandon (7e étape)

### Tour d'Italie
2 participations
- 1959 : abandon
- 1960 : 67e

### Tour d'Espagne
3 participations 
- 1959 : abandon (17e étape)
- 1961 : non-partant (12e étape), vainqueur de la 7e étape
- 1962 : abandon (17e étape)